# 基里尔·莫斯卡连科

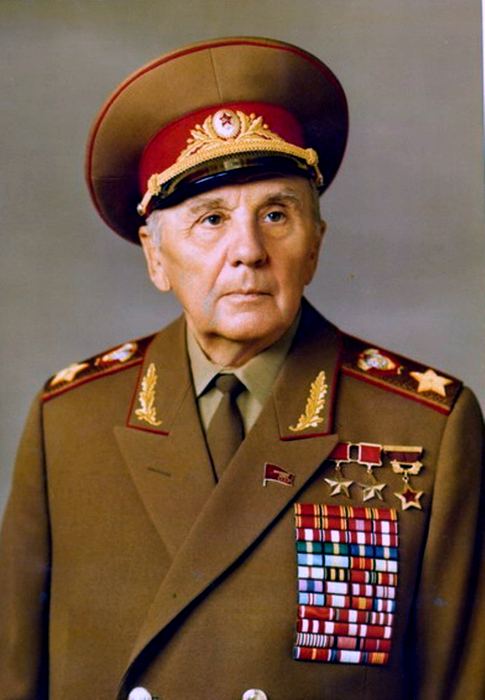
照片

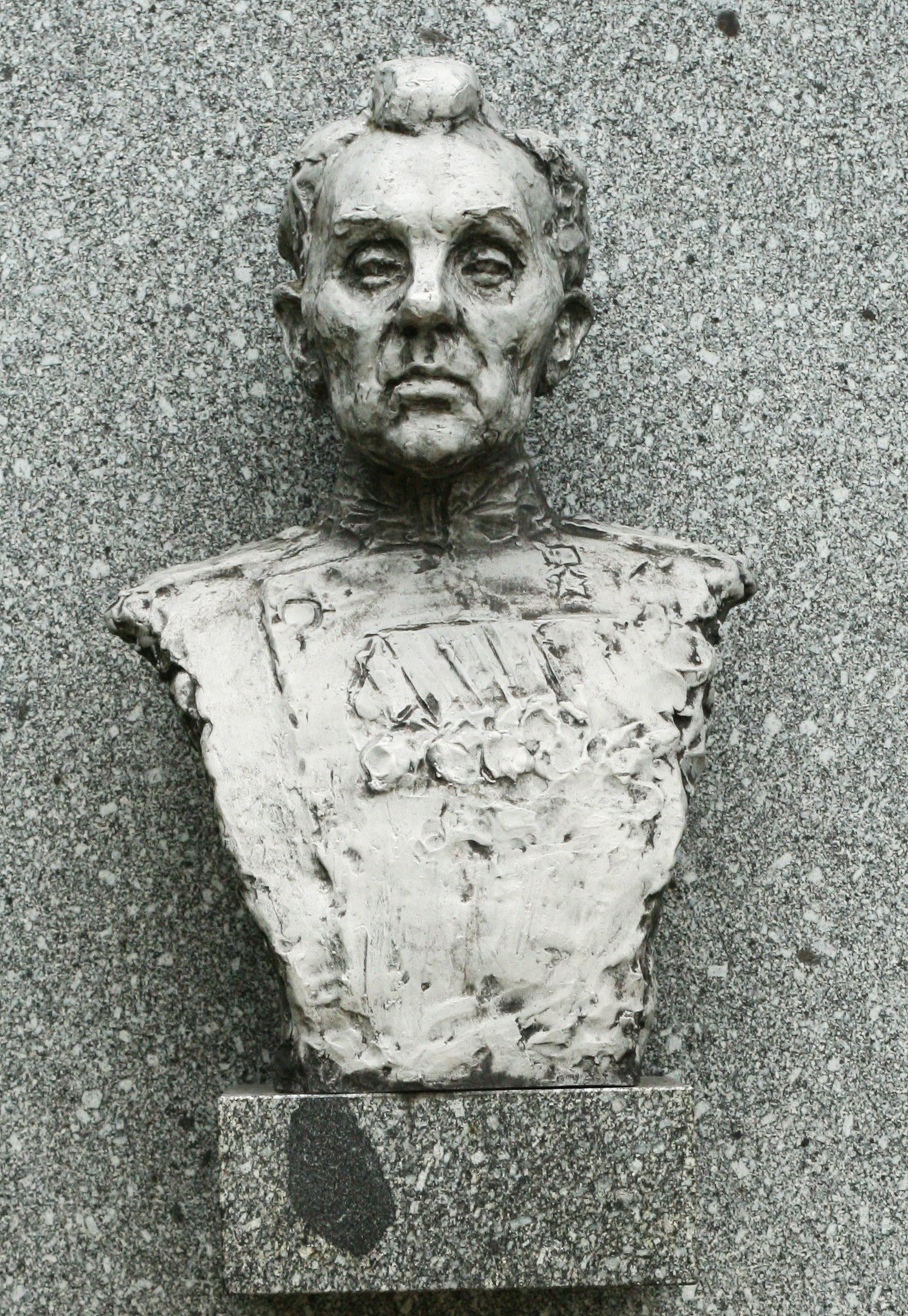
纪念像

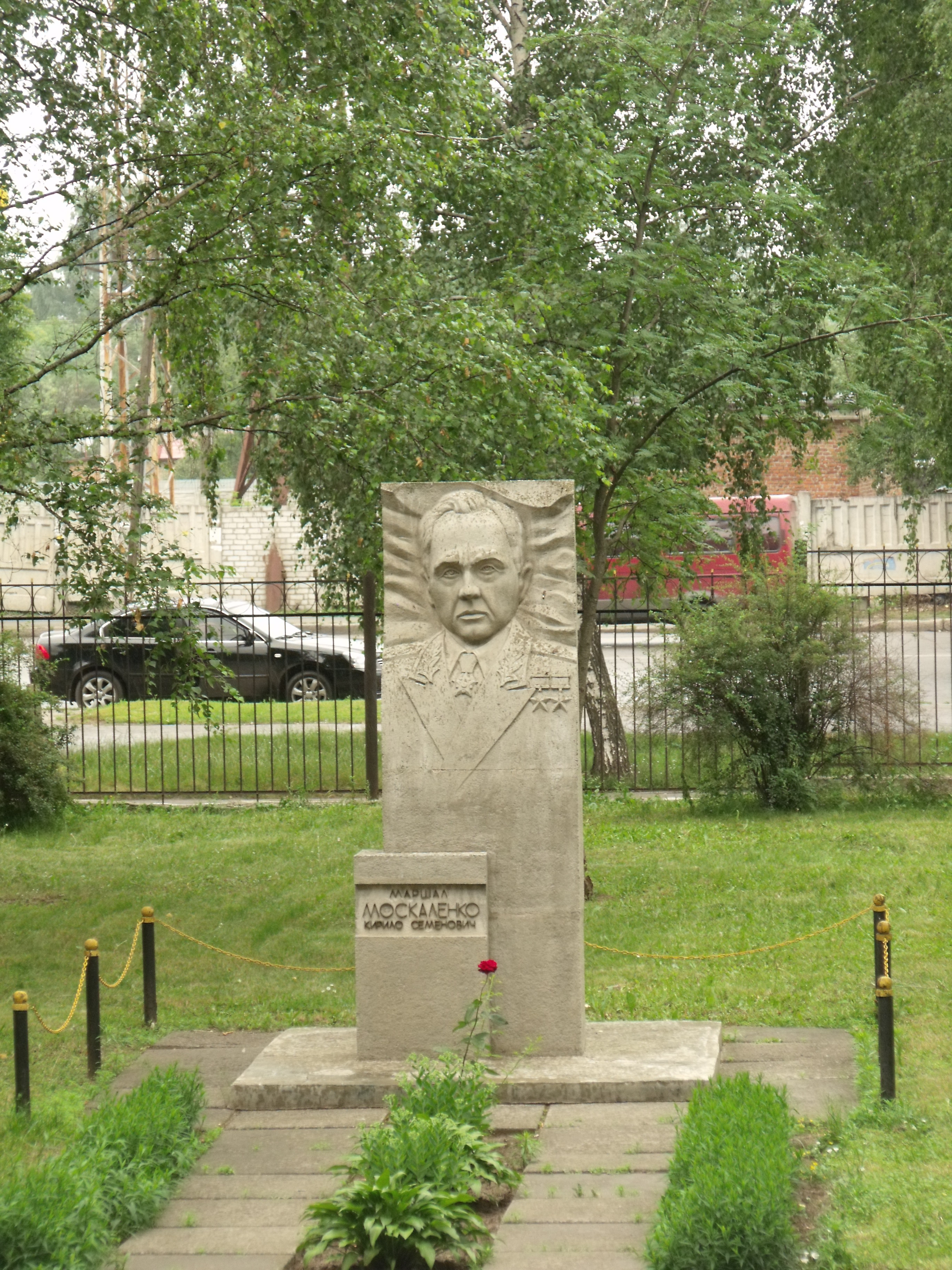
纪念碑

基里尔·谢苗诺维奇·莫斯卡连科（俄语：Кирилл Семёнович Москаленко，1902年5月11日—1985年6月17日），苏联军事领导人，苏联元帅（1955年晋升），两次获得苏联英雄称号。

## 早年
1902年5月11日［儒略曆4月28日］生于俄罗斯帝国葉卡捷琳諾斯拉夫省巴赫穆特县格里希诺村（现属于乌克兰顿涅茨克州波克羅夫斯克區）的一个乌克兰农民家庭。
1917年至1919年，莫斯卡连科在巴赫穆特区的一所农业学校学习。由于内战的爆发而被迫中断学业，在家乡的村革命委员会工作。1920年8月，工农红军占领该村，将藏匿在这里的邓尼金白军击溃。莫斯卡连科正式加入红军。
随后，莫斯卡连科被送入哈尔科夫红色指挥员学校训练。1922年毕业后，在骑兵第6师服役。在阿爾馬維爾驻扎期间参加了与北高加索白军的作战。
内战结束后，于1923年9月转移至布良斯克。1926年加入联共（布）。1928年毕业于列宁格勒红军炮兵指挥训练班。1934年成为炮兵团长。1935年6月开始担任驻滨海边疆区机械化第23旅炮兵主任。1936年转任基辅军区机械化第133旅炮兵主任。1939年从捷尔任斯基军事学院高级指挥培训班毕业后，担任敖德萨军区步兵第51师炮兵主任。同年参加苏芬战争，因表现突出而获得红旗勋章。1940年后历任步兵第35军炮兵主任、机械化第2军炮兵主任。

## 苏德战争
在蘇芬戰爭中, 他曾在第51步兵師擔任砲兵部隊指揮官並被授予 紅旗勳章. 後他依次擔任第35步兵軍的砲兵司令及第二機械化軍的砲兵指揮官
1941年5月开始担任基辅特别军区擔任一個駐守在魯特斯克的反坦克炮兵旅旅长。同年6月苏德战争爆发后投入前线战斗。先后在西南方面军参加了弗拉基米尔-沃伦斯基、罗夫诺、沃倫斯基新城、基辅等战役。
1941年9月开始担任西南方面军第5集团军步兵第15军军长，参与切尔尼戈夫、涅任、伊奇尼亚、皮里亞京等战役。10月莫斯科戰役开始后，参与右侧叶列茨进攻行动，并成功解放葉列茨。
1941年12月24日至1942年1月25日，担任第6集团军副司令，期间指挥了巴拉克列亞-洛佐瓦行动，解放了伊久姆和洛佐瓦等城市。1942年2月至3月担任骑兵第6军军长。3月至7月担任第38集团军司令。期间参与顿巴斯防御战。7月至8月担任坦克第1集团军司令，8月至10月担任近卫第1集团军司令，在斯大林格勒战役期间指挥对德军的进攻。
1942年10月，转任第40集团军司令。1943年1月参与指挥奧斯特羅戈日斯克-罗索希行动、2月参与指挥顿涅茨克及哈尔科夫行动。7月参与库尔斯克会战，8月参与下第聶伯河攻勢。因为在强渡第聂伯河和桥头堡防御战中的英勇行为，1943年10月23日被授予苏联英雄称号。
1943年10月，转任第38集团军司令。指挥该军在乌克兰第1方面军参加了基辅、日托米尔-别尔季切夫、普罗斯库罗夫-切尔诺维策、利沃夫-桑多梅日和喀尔巴阡-杜克拉等进攻战役；在乌克兰第4方面军参加了西喀尔巴阡、摩拉瓦-俄斯特拉发和布拉格等进攻战役。

## 战后
战后继续担任第38集团军司令，驻扎在喀尔巴阡军区。1948年8月转任莫斯科防空区司令。1953年6月至1960年10月担任莫斯科军区司令。
1953年6月参与逮捕贝利亚。1955年3月11日晋升苏联元帅。1960年起任国防部副部长兼战略火箭军总司令。1962年起任国防部副部长兼国防部总监。1978年2月21日，由于在发展和巩固苏联武装力量方面做出的卓越贡献，第2次获得苏联英雄称号。
苏联共产党中央委员会委员（1956年2月－1985年6月）。第二届至第十一届苏联最高苏维埃民族院代表（1946年－1985年）。
1983年12月转任国防部监察名誉职位。1985年6月17日在莫斯科病逝。葬于新圣女公墓。

## 荣誉
两次获得苏联英雄称号。
获列宁勋章六枚，十月革命勋章一枚，红旗勋章五枚，一级苏沃洛夫勋章两枚，一级库图佐夫勋章两枚，一级博格丹·赫梅利尼茨基勋章和三级在苏联武装力量中为祖国服务勋章各一枚，奖章多枚，荣誉武器一件。
主要外国荣誉：捷克斯洛伐克社会主义共和国英雄称号（1969年），大英帝國勳章爵级司令勋位，波兰复兴勋章大十字勋位等。
蒂拉斯波尔荣誉市民。

## 军衔
- 上校（1938年8月16日）
- 旅级指挥员（1940年4月15日）
- 炮兵少将（1940年6月6日）
- 中将（1943年1月19日）
- 上将（1943年9月19日）
- 大将（1953年8月3日）
- 苏联元帅（1955年3月11日）

## 延伸阅读
- 基·谢·莫斯卡连科. 由夏风翻译. . 当代世界与社会主义. 1990, (4): 63–66. ISSN 1005-6505.